# Ludwigia taiwanensis
Ludwigia taiwanensis là một loài thực vật có hoa trong họ Anh thảo chiều. Loài này được C.I. Peng mô tả khoa học đầu tiên năm 1990.